# Orphin
Orphin ist eine französische Gemeinde mit 879 Einwohnern (Stand: 1. Januar 2022) im Département Yvelines in der Region Île-de-France. Sie gehört zum Arrondissement Rambouillet und zum Kanton Rambouillet. Die Einwohner werden Orphinois genannt.

## Geographie
Orphin liegt etwa 51 Kilometer westsüdwestlich von Paris und etwa sieben Kilometer südsüdwestlich von Rambouillet. Umgeben wird Orphin von den Nachbargemeinden Gazeran im Norden, Orcemont im Norden und Osten, Prunay-en-Yvelines im Süden und Südosten, Auneau-Bleury-Saint-Symphorien im Süden, Écrosnes im Westen und Südwesten sowie Émancé im Westen und Nordwesten.

## Bevölkerungsentwicklung
| Jahr                      | 1962 | 1968 | 1975 | 1982 | 1990 | 1999 | 2006 | 2013 |
| Einwohner                 | 355  | 365  | 502  | 660  | 820  | 928  | 924  | 899  |
| Quelle: Cassini und INSEE |      |      |      |      |      |      |      |      |

## Sehenswürdigkeiten

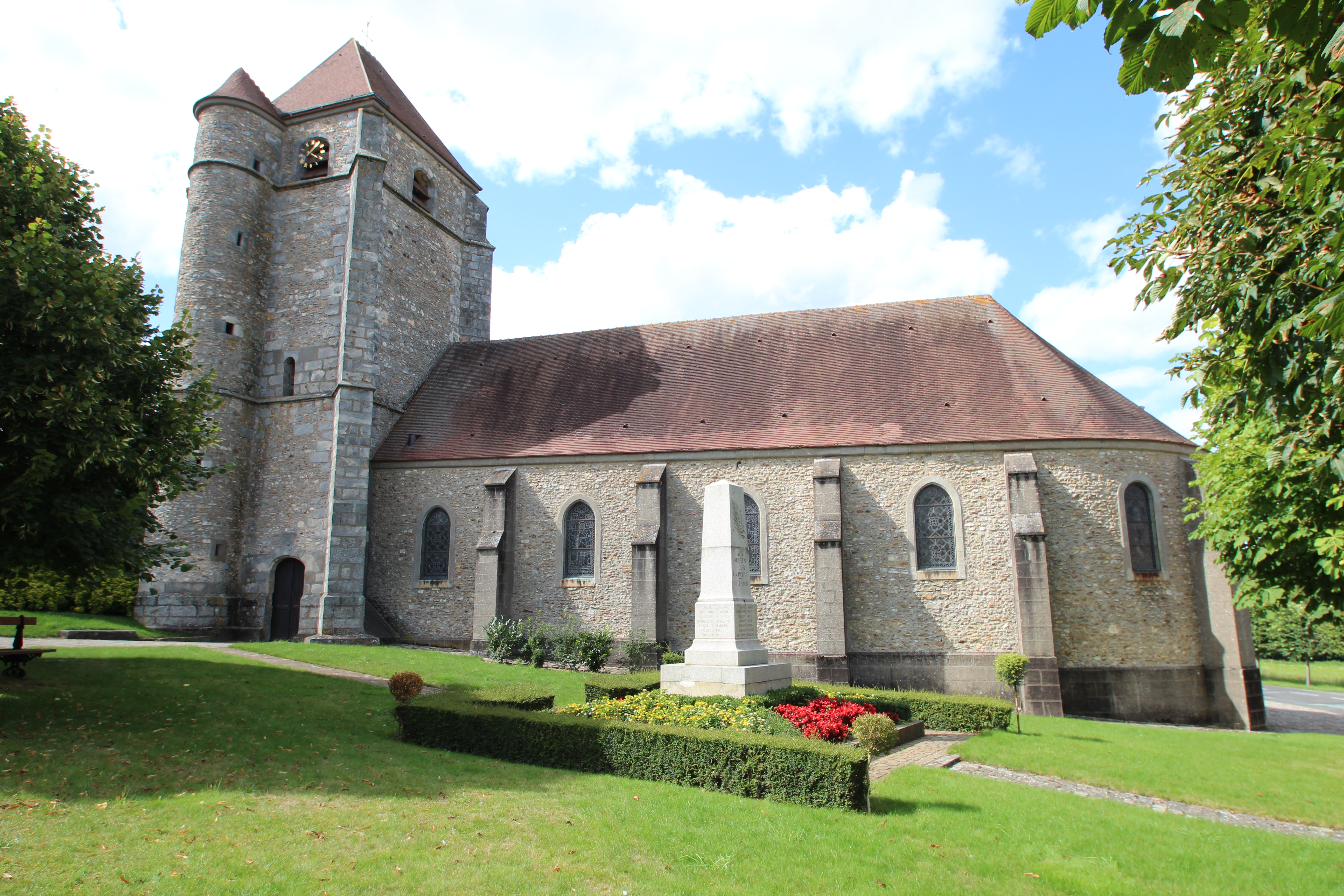
Kirche Sainte-Monégonde

- Kirche Sainte-Monégonde, Glockenturm ist Monument historique

## Gemeindepartnerschaften
Mit der schweizerischen Gemeinde Charmey im Kanton Fribourg besteht seit 1999 eine Partnerschaft.